# Lagostrophus fasciatus baudinettei
Es una de las dos subespecies del lagostrophus fasciatus (ualabí liebre de bandas) de la familia de los macrópodos (Macropodidae). 
- Datos: Q5968961
- Especies: Lagostrophus fasciatus baudinettei